# Marcel Bénabou
Marcel Bénabou (* 29. Juni 1939 in Meknès, Marokko) ist ein französischer Historiker und Schriftsteller.

## Leben und Schaffen
Bénabou wuchs in Meknès, im damaligen Protektorat Französisch-Marokko auf. Vom dortigen Lycée Poeymirau wechselte er 1956 an das Lycée Louis-le-Grand in Paris. Nach seinem Abschluss studierte er 1960 bis 1964 an der École normale supérieure Geschichtswissenschaften. 1972 erlangte er sein Doctorat ès lettres mit einer Dissertation über den afrikanischen Widerstand gegen die Romanisierung. Zwischen 1974 und 2002 lehrte er Römische Geschichte an der Université Paris-Diderot. Seine Schwerpunkte waren die Zivilisationen der Römischen Antike, insbesondere in den Römischen Provinzen in Nordafrika, sowie der Prozess der Akkulturation und Romanisierung. 1986 veröffentlichte er Pourquoi je n’ai écrit aucun de mes livres (Warum ich keines meiner Bücher geschrieben habe), in dem er erklärte, warum er nach der Veröffentlichung seiner Dissertationsschrift viele Jahre nichts Neues publiziert hatte.
1966 konzipierte er mit Georges Perec die Projekte Production Automatique de Littérature Française (P.A.L.F.) und Littérature Semo-Définitionnelle (L.S.D.), an denen sie bis 1973 gemeinsam arbeiteten. 1969 wurde Bénabou als „Invité d'honneur“ in die Ouvroir de littérature potentielle (Oulipo) aufgenommen. Im Jahr darauf wurde er deren „Secrétaire définitivement provisoire“ (definitiv provisorischer Sekretär), 2003 kam die Funktion des „secrétaire provisoirement définitif“ (provisorisch definitiver Sekretär) hinzu. In seinen oulipotischen Texten beschäftigt er sich u. a. mit der Genese von Literatur, mit dem Verhältnis von „contrainte“ und Autobiographie, sowie mit der Suche nach „vorweggenommenen Plagiatoren“ des Oulipo in der griechischen und römischen Antike. Seit 1983 ist er zudem Mitglied der Association Georges Perec, deren Ziel es ist „die Lektüre, das Studium und den Einfluss des Werks von Georges Perec zu fördern“.

## Trivia
Marcel Bénabou stammt aus einer Familie marokkanischer Juden. Seine Familiengeschichte dient als Hintergrund seines Buches Jacob, Menachem und Mimoun. Ein Familienepos. Er ist ein Cousin des französischen Mathematikers Jean Bénabou (1932–2022), der ebenfalls im Umfeld von Oulipo aktiv war.
Unter anagrammatisch verfremdetem Namen taucht Bénabou in Georges Perecs Roman Anton Voyls Fortgang in Gestalt des Hassan Ibn Abbou auf.

## Würdigungen
- 1986: Prix de l'Humour noir für Pourquoi je n'ai écrit aucun de mes livres[11]
- 1998: National Jewish Book Award (Kategorie: Autobiography and Memoir) für Jacob, Menachem, and Maimon[12]

## Werke (Auswahl)

### Geschichtswissenschaft
- „Proconsul et légat en Afrique. Le témoignage de Tacite“, in: Antiquités africaines Nr. 6 (1972) S. 129–136, online auf: persee.fr (2005–2025).
- „Suétone, les Césars et l'histoire“, Einführung zu La vie des douze Césars, Éditions Gallimard (Folio), Paris 1975, S. 7–30.
- La Résistance africaine à la romanisation (Dissertationsschrift), Éditions François Maspero, Paris, 1976.
- „Tacfarinas, insurgé berbère contre Rome“, in: Les Africains VII (1977), S. 293–313.
- „Juba II, ou l'africanité vassale de Rome“, in: Les Africains IX (1978), S. 143–165
- „Les Romains ont-ils conquis l'Afrique ?“, in: Annales. Histoire, Sciences Sociales, Nr. 1, 33 (1978), S. 83–88, online auf: persee.fr (2005–2025).
- Conflits sociaux en République romaine, mit Micheline Legras-Wechsler and Peter Brunt, F. Maspero, Paris 1979, ISBN 2-7071-1089-2.
- „Anomalies municipales en Afrique romaine ?“, in: Ktèma Nr. 6 (1981) S. 253–260, online auf: persee.fr (2005–2025).
- „PVN préfacier ou une forme latérale de l’histoire“, in: François Hartog, Pauline Schmitt-Pantel und Alain Schnapp (Hrsg.), Pierre Vidal-Naquet, un historien dans la cité, La Découverte, Paris 1998, ISBN 978-2-7071-5317-3, S. 58–66.
- „Rome augustéenne : genèse d'un lyrisme urbain ?“, in: Dominique Goy-Blanquet (Hrsg.), Le Poète dans la Cité : de Platon à Shakespeare, Éditions Le Cri, Brüssel 2003, ISBN 978-2871063209, S. 56–63.
- „Pratique matrimoniale et représentation philosophique : le crépuscule des stratégies“, in: Annales. Histoire, sciences sociales, Nr. 42-6 (1987), S. 123–137, online auf: persee.fr (2005–2025).
- „Le changement culturel en Afrique romaine : rupture ou continuité ?“, in: Civilisations : Les entretiens de la Fondation des Treilles, Gallimard, Paris 2022, ISBN 978-2-07-298032-9, S. 137–178.
- Meknès en 1950, La Cité impériale au milieu du XXe siècle, mit Jean Guérin, Bernard Hœrni und Didier Mrejen, Vorwort von Marc Fumaroli, Atelier Fol'fer, Gorron 2016, ISBN 978-2-35791-062-1.

### Prosa und Essay
- Pourquoi je n'ai écrit aucun de mes livres, Hachette, Paris 1986; Seuil, Paris 2010, ISBN 978-2-02-102343-5.
  - Warum ich keines meiner Bücher geschrieben habe, übers. Ulrich Raulff, Frankfurter Verlagsanstalt, Frankfurt/M. 1990, ISBN 978-3-596-11285-2.
- Der Verschlag, übers. von Hans Hartje, Edition Plasma, Berlin 1991, ISBN 978-3-926867-11-7.
- Jette ce livre avant qu'il soit trop tard, Seghers, Paris 1992, ISBN 2-232-10296-3.
- Jacob, Ménahem et Mimoun. Une épopée familiale, Seuil, Paris 1995, ISBN 978-2-02-011177-5.
  - Jacob, Menachem und Mimoun. Ein Familienepos, übers. von Jürgen Ritte, Berlin Verlag, 2004, ISBN 978-3-8270-0508-3.
  - Jacob, Ménahem and Mimoun. A Family Epic, übers. von Steven Rendall, University of Nebraska Press, Lincoln 1998, ISBN 978-0-8032-6193-8.
- Destin d’un couteau, Les Guère Épais, Éditions Plurielle, Les Vans 1998.
- Écrire sur Tamara, Presses Universitaires de France, Paris 2002, ISBN 2-13-052628-4.

### Eigene oulipotische Texte
Hefte in Kleinauflage von La Bibliothèque Oulipienne:
- Un aphorisme peut en cacher un autre, Nr. 13 (1980)
- Locutions introuvables, Nr. 25 (1984)
- Alexandre au greffoir, Nr. 29 (1986)
- Bris de mots, Nr. 40 (1990)
- Rendre à Cézanne, Nr. 59 (1993)
- L’Hannibal perdu, Nr. 87 (1997)
- Altitude et profondeur, Nr. 103 (1999)
- La mort mode d’emploi, Nr. 133 (2004)
- Petit supplément au Cratyle, Nr. 136 (2005)
- Miniature persane, Nr. 153 (2007)
- Ethique simpliste, Nr. 169 (2008)
- Premier mai unitaire, Nr. 182 (2010)
- Saturations, Nr. 184 (2010)
- Le Voyage disert, Nr. 212 (2012)

### Bücher mit und über Oulipo
- La littérature potentielle, mit weiteren Oulipo-Autoren, Gallimard, Paris 1973.
- Atlas de littérature potentielle, mit weiteren Oulipo-Autoren, Gallimard, Paris 1981, ISBN 978-2-07-032500-9.
- La Bibliothèque oulipienne I–III mit weiteren Oulipo-Autoren, Éditions Seghers, Paris 1990.
  - Affensprache, Spielmachinen und allgemeine Regelwerke, eingedeutscht von Eugen Helmlé, Plasma, Berlin 1997, ISBN 978-3-926867-23-0.
- „Les ruses du plagiaire. Exemples oulipiens“, in: Christian Vandendorpe, Le plagiat, Presses de l'Université d'Ottawa, 1992, ISBN 2-7603-0345-4 (S. 17–30).
- Einführung und Kommentare zu: Georges Perec, What a man ! (monovokalischer Roman inkl. Texten von Patrice Caumont, Jacques Jouet, Michel Laclos, Jacques Roubaud), Le Castor astral, Bègles 1996, ISBN 979-10-278-0234-0.
- Abrégé de littérature potentielle, mit weiteren Oulipo-Autoren, Mille et une nuits, Paris 2002, ISBN 978-2-84205-647-6.
- La Bibliothèque oulipienne VI, mit weiteren Oulipo-Autoren, Le Castor astral, Bègles 2003, ISBN 978-2-85920-490-7.
- Moments oulipiens, mit weiteren Oulipo-Autoren, Le Castor astral, Bègles 2004, ISBN 978-2-85920-535-5.
- Oulipo, mit weiteren Oulipo-Autoren, ADPF und Ministère des affaires étrangères, Paris 2005, ISBN 978-2-914935-52-4.
- La Bibliothèque oulipienne VII, mit weiteren Oulipo-Autoren, Le Castor astral, Bègles 2009, ISBN 978-2-85920-758-8.
- Anthologie de l'Oulipo mit Paul Fournel, Gallimard, Paris 2009, ISBN 978-2-07-035567-9.
- C'est un metier d'homme - autoportraits d'hommes et de femmes au repos, mit weiteren Oulipo-Autoren, Le Castor Astral, Bègles 2010, ISBN 978-2-7555-0580-1.
- De but en blanc, un monologue en polychromie véritable, mit Oupeinpo, Bibliothèque Oupeinpienne, 16, 2009.[13]
- Un art simple et tout d'exécution (Lektionen von und über Oulipo) mit Jacques Jouet, Harry Mathews and Jacques Roubaud, Circé, Belval 2001, ISBN 978-2-84242-103-8.
- La Bibliothèque oulipienne VIII, mit weiteren Oulipo-Autoren, Le Castor astral, Bègles 2011, ISBN 978-2-85920-848-6.
- L'Abécédaire provisoirement définitif, mit weiteren Oulipo-Autoren, Larousse, 2014, ISBN 978-2-03-590396-9.
- Le Voyage d'hiver et ses suites, Variationen von Georges Perecs Erzählung „Le voyage d'hiver“ mit weiteren Oulipo-Autoren, Seuil, Paris 2014, ISBN 978-2-02-112732-4.
- Paris-Math, mit weiteren Oulipo-Autoren, Cassini, Paris 2017, ISBN 978-2-842252311.
- On n'y échappe pas, Fortsetzung eines unvollendeten Romans von Boris Vian, mit weiteren Oulipo-Autoren, Fayard, Paris 2020, ISBN 978-2-213-71332-8.
- Cher Père Noël : Vraies lettres inventées, mit weiteren Oulipo-Autoren, Librio, Paris 2020, ISBN 978-2-290-22072-6.

### Herausgeberschaft
- Presbytère et prolétaires. Le dossier P.A.L.F., mit Georges Perec, Éditions du Limon, Paris 1989, ISBN 2-907224-11-5.
- 789 néologismes de Jacques Lacan, mit Yan Pelissier, Laurent Cornaz und Dominique de Liège, Édition EPEL, Paris 2002, ISBN 978-29-0885-570-8.